# 港北東急百貨店
港北東急百貨店（こうほくとうきゅうひゃっかてん）は、神奈川県横浜市都筑区（港北ニュータウン）のセンター南駅前で営業していた百貨店である。2006年3月に百貨店から専門店ビル・港北東急へと業態変更したが、2011年3月末に港北東急として営業を終了。現在は全館が港北 TOKYU S.C.として営業している。

## 概要
横浜市と住宅・都市整備公団（現・UR都市機構）が計画した北センターと南センターからなる港北ニュータウンのセンター南駅前に進出した百貨店である。港北ニュータウンは、従来の都市開発とは異なり、森や丘、谷を切り開くのではなく、保存しているのが大きな特徴。ニュータウン内に点在している公園や史跡などを緑の遊歩道で結び、楽しんで散策できるようになっている。
港北東急百貨店は、地下1階地上7階の商業施設である港北東急百貨店S.C.（現・港北TOKYU S.C.）の区役所通り側に入り、センター南駅側のSC専門店街と併せて、1998年4月25日開業した。2000年11月2日には、消費者の購買志向や購買行動の変化、同業他社の動向も勘案し、百貨店棟の駐車スペース（約2,000坪）だった場所を売場化。6階にアカチャンホンポ、7階にザ・100YEN PLAZA 五感ダイソーと港北カルチャーセンターの新規テナントを導入している。

### 業態転換から閉店へ
2006年3月に専門店ビルへ業態変更し、港北東急としてリニューアルを図った。地上階には専門店が入り、東急百貨店としての売り場は地下1階の食品売場（デパ地下）だけとなった。だが残された食品売場も、2011年1月16日をもって閉店し、全館が港北TOKYU S.C.となった。地下1階食品売場の後継には、4月29日、川崎市に本社を置くロピアが出店した。
センター北駅前のモザイクモール港北に出店した都筑阪急も、百貨店としての直営売場を徐々に縮小し、1階フロアも2020年1月19日をもって都筑阪急としての営業を終了、地下1階の食品フロアのみ営業継続となっている。

### 運営
運営は、東急百貨店の関連会社として設立された港北東急百貨店が手掛けていたが、2000年6月、日吉東急百貨店とともに西南東急百貨店に吸収合併され、同社が商号変更したあおば東急百貨店の運営となった。しかし2004年2月には、そのあおば東急百貨店も東急百貨店に吸収合併されている。

### そごうの出店断念による進出
元々この場所には、港北ニュータウンそごうが出店を予定していた。港北ニュータウン内に1993年に開業したセンター南駅前のタウンセンター第2地区開発計画で、東急百貨店、そごう、横浜髙島屋、西武百貨店の4社がコンペに参加。そごうが出店を決め、港北ニュータウンそごうとして出店を予定し、1995年に開店予定だったが、そごうの経営悪化により出店を断念した。
そごうの出店断念を受け、1995年に東急百貨店の地域子会社でたまプラーザ東急百貨店を開店させた株式会社西南東急百貨店が出店を決定。また同年には隣のセンター北駅前に同じ大手私鉄系の阪急百貨店も出店を決定している。当初計画では早ければ1996年春にも一部開業としていたが、結局1998年に港北東急百貨店と港北東急百貨店S.C.が開業した。

## 沿革
- 1998年（平成10年）4月25日 - 東急百貨店の関連会社として設立された株式会社港北東急百貨店により、港北東急百貨店として開業[3]。
- 2000年（平成12年）
  - 6月 - 株式会社日吉東急百貨店とともに、株式会社西南東急百貨店に吸収合併され、株式会社あおば東急百貨店となる。
  - 11月2日 - 6・7階部分を増床オープン。
- 2004年（平成16年）2月1日- あおば東急百貨店が東急百貨店に吸収合併される。
- 2006年（平成18年）3月17日 - 改装し、港北東急となる[3]。百貨店の売場が地下1階食品売場のみとなる。
- 2011年（平成23年）
  - 1月16日 - 港北東急（地下1階食品売場）閉店[1]。
  - 3月31日 - 港北東急が業務を終了。

## フロア構成
| 階      | フロア概要                             |
| ------- | -------------------------------------- |
| 7階     | 雑貨&カルチャー                        |
| 6階     | ベビー・チャイルド用品&109シネマズ港北 |
| 5階     | メンズ・カジュアルウェア               |
| 4階     | ライフスタイル&リラクゼーション        |
| 3階     | キッズ・リゾートカジュアル             |
| 2階     | 婦人服・婦人肌着・呉服                 |
| 1階     | デイリーカジュアル                     |
| 地下1階 | 食料品・デイリーマート                 |